# Католический университет Айхштетт — Ингольштадт
Католи́ческий университе́т А́йхштетт — И́нгольштадт (нем. Katholische Universität Eichstätt–Ingolstadt) — крупнейший частный университет в Германии.
Имеет два кампуса — по одному в Айхштетте и в Ингольштадте. Основной кампус расположен в центральной части Айхштетта. Экономический факультет находится в Ингольштадте на месте первого баварского университета, основанного в 1472 году.

## История
Университет образован в 1980 году слиянием школы Айхштетта и школы философии и богословия в Ингольштадте.
Большую роль в становлении университета сыграл бывший архиепископ Мюнхена и Фрайзинга кардинал Йозеф Ратцингер — в 2005—2013 годах папа Бенедикт XVI, —  впоследствии удостоенный почётной университетской докторской степени. Среди других известных обладателей степени — философ Карл Поппер и бывший епископ Айхштетта Алоиз Бремс.

## Показатели
Летом 2016 года насчитывал 5300 студентов.
На 8 факультетах преподают 40 различных предметов.
Факультеты
- Факультет католической теологии
- Факультет философии и образования
- Факультет языков и литературы
- Факультет истории и общественных наук
- Факультет математики и географии
- Факультет делового администрирования и экономики (в Ингольштадте)

Библиотека университета имеет книжный фонд более 1,5 млн томов.
Соотношение учитель-ученик составляет 1:15.
Доля иностранных студентов из стран Европы и во всём мире очень высока по сравнению с государственными университетами.